# Palaemonella holmesi
Palaemonella holmesi är en kräftdjursart som först beskrevs av Giuseppe Nobili 1907.  Palaemonella holmesi ingår i släktet Palaemonella och familjen Palaemonidae. Inga underarter finns listade i Catalogue of Life.